# シェイベル・マーチャーシュ
シェイベル・マーチャーシュ（ハンガリー語: Seiber Mátyás、1905年5月4日 - 1960年9月24日）は、ハンガリーの作曲家。1935年以降はイギリスに定住した。

## 経歴
ブダペストでコダーイ・ゾルターンについて学び、1928年からフランクフルト・アム・マインで初めてジャズの学術的な講義を行った。1960年9月24日、南アフリカ共和国への講演旅行中に自動車事故で死去。
ナチス・ドイツの迫害を避けるため、1935年にイギリスに渡ってロンドンに居住し、結婚後はケイタラムに移った。1942年よりロンドンのモーリー大学で教鞭をとり、ピーター・ラシーン・フリッカー、アンソニー・ミルナー、ヒュー・ウッド、ウォーリー・ストット（後のアンジェラ・モーリー）らを育てた。

## 作風・作曲作品
作風はジャズ、バルトーク・ベーラやアルノルト・シェーンベルクの影響が見られ、作品にはカンタータ『ユリシーズ』（ジェイムズ・ジョイスの小説による）や、アニメ『動物農場』などの映画音楽、ハンガリーと南スラヴの民謡による合唱曲などがある。

## 主なフィルモグラフィ
- Figurehead (1952年) ※短編映画
- The Fake (1953年)
- 『動物農場』 - Animal Farm (1954年)
- 『灰色のダイヤ・対決! 暗黒組織』 - The Diamond (1954年)
- 『マレー死の行進/アリスのような町』 - A Town Like Alice (1956年)
- 『武装強盗団』 - Robbery Under Arms (1957年)
- 『生きていた男』 - Chase a Crooked Shadow (1958年)

## 文献
- Otto Karolyi: Modern British music. The second British musical renaissance. From Elgar to P. Maxwell Davies. Associated University Presses, London 1994.
- Gerald Leach: British composer profiles. A biographical dictionary and chronology of past British composers 1800–1979. British Music Society, Maidenhead 1980.
- Darryl Lyman: Great Jews in Music. J. D. Publishers, New York 1986.
- Walter Pass, Gerhard Scheit, Wilhelm Svoboda: Orpheus im Exil. Die Vertreibung der österreichischen Musik 1938–1945. Verlag für Gesellschaftskritik, Wien 1995, ISBN 3-85115-200-X.
- Stanley Sadie: The new Grove dictionary of music and musicians. Macmillan, London 1980.